# Norman Bergamelli
Norman Bergamelli (Alzano Lombardo, 21 ottobre 1971) è un ex sciatore alpino italiano.

## Biografia
Norman Bergamelli, originario di Trescore Balneario, proviene da una famiglia di grandi tradizioni nello sci alpino: è fratello di Sergio, Giancarlo e Thomas, a loro volta sciatori alpini.
Debuttò in campo internazionale in occasione dei Mondiali juniores di Aleyska 1989; l'anno dopo, nella rassegna iridata giovanile di Zinal, vinse la medaglia d'argento nel supergigante. In Coppa del Mondo ottenne il primo risultato di rilievo il 19 dicembre 1993, quando si piazzò 20º nello slalom gigante della Gran Risa in Alta Badia; in quella stessa stagione 1993-1994 conquistò i suoi migliori risultati nel circuito, due diciassettesimi posti (entrambi in slalom gigante) a Kranjska Gora l'8 gennaio e ad Aspen il 6 marzo, e disputò i XVII Giochi olimpici invernali di Lillehammer 1994, sua unica presenza olimpica, dove fu 6º nello slalom gigante e non concluse lo slalom speciale. Prese per l'ultima volta il via in Coppa del Mondo il 20 febbraio 1995 a Furano in slalom gigante, senza completare la prova,  e si ritirò al termine della stagione 1996-1997; la sua ultima gara fu uno slalom gigante FIS disputato il 12 aprile a Pampeago. Non prese parte a rassegne iridate.

## Palmarès

### Mondiali juniores
- 1 medaglia:
  - 1 argento (supergigante a Zinal 1990)

### Coppa del Mondo
- Miglior piazzamento in classifica generale: 91º nel 1994

### Campionati italiani
- 2 medaglie[2][3][4][5][6]:
  - 1 oro (slalom gigante nel 1994)
  - 1 argento (slalom speciale nel 1994)